# В поисках Санта Лапуса
«В поисках Санта Лапуса» (англ. The Search for Santa Paws) — семейный кинофильм, вышедший сразу на видеоносителях 23 ноября 2010 года.

## Сюжет
Когда Санта-Клаус со своим другом (щенком) Лапусом приезжает в Нью-Йорк, то у него крадут магический кристалл. Санта и Лапус теряют друг друга. Без этого кристалла у Санта-Клауса теряется память, а потерявшийся Лапус ищет Санту.
Между тем сироту по имени Куин определяют в приют, директор которого, госпожа Стаут, не любит Рождество и запрещает праздновать его. Несмотря на жесткие правила приюта, у Куин завязывается дружба с девочкой по имени Уилл. Однажды Куин находит Лапуса и приводит его в приют, вопреки всем правилам. Она может понимать его. Куин знакомит щенка с девочками по приюту и все могут понимать его, кроме Уилл. Лапус объясняет это тем, что его могут понимать только те люди, которые верят в Рождество. Лапус рассказывает им, что он потерялся и ему нужно найти Санта-Клауса. С помощью Куин и Уилл им удаётся найти Санта-Клауса.

## В ролях
| Актёр                  | Роль                        |
| ---------------------- | --------------------------- |
| Кейтлин Мехер          | Куин                        |
| Захари Гордан          | Санта Лапус (озвучка)       |
| Мэдисон Петтис         | Уильямина                   |
| Ричард Кайнд           | собака Эльфа Эдди (озвучка) |
| Джейсон Коннери        | Хаггис (озвучка)            |
| Кристофер Мэсси        | Реста (озвучка)             |
| Джош Флиттер           | Ти-Мэни (озвучка)           |
| Венди Маклендон-Кови   | директриса дома-сирот Стаут |
| Джи Ханнелиус          | Дженни                      |
| Мишель Кребер          | Тейлор                      |
| Мелоди Барбара-Жан Чои | Мэри                        |
| Николь Ледюк           | Мэг                         |
| Джон Дьюси             | Джеймс                      |
| Бонни Сомервилл        | Кейт                        |
| Ричард Риле            | Санта-Клаус                 |
| Пэтрика Дарбо          | жена Санта-Клауса           |
| Дэнни Вудберн          | главный Эльф                |